# Лидингё
Лидингё (швед. Lidingö) — город в Швеции на одноимённом острове в лене Стокгольм, административный центр коммуны Лидингё.
Население — 48 123 человекa (2019 год).
Расположен к северо-востоку от Стокгольма и входит в так называемый Storstockholm — Стокгольмский мегаполис. Большую роль в экономике города играют компании сферы услуг.
Остров Лидингё до 1774 года принадлежал семье Бане́ров. В начале XIX века был построен наплавной мост, который связал его с большой землёй. В середине этого века жители Стокгольма стали проводить здесь своё свободное время, а спустя несколько десятилетий он постепенно был застроен дачами. В 1910 году Лидингё получил статус посёлка городского типа (köping) и имел в это время население в 4500 жителей. В 1926 году ему был присвоен статус города.
На острове ежегодно проводятся самые массовые в мире соревнования по кроссу Лидингёлоппет.

## Галерея
- Ратуша
- Музей Лидингё